# گواداراما
گواداراما شهری است در اسپانیا که در شمال غرب مادرید واقع شده است. جمعیت آن بر اساس سرشماری که در سال ۲۰۱۰ صورت گرفت ۱۵۱۵۵ نفر تخمین زده شده است. این جمعیت در تابستان می‌تواند به ۶۰۰۰۰ نفر هم برسد.

## تاریخچه
گواداراما توسط اعراب بنیان نهاده شد. در خلال جنگ داخلی اسپانیا فرناندو ششم دستور ساخت جاده‌ای به لاکرونیا را داد که از گواداراما می‌گذشت. پس از پایان جنگ داخلی گواداراما تا امروز تقریباً به طور کامل بازسازی شده است.

## امکانات
از امکانات این شهر می‌توان به سالن سرگرمی‌های مختلف، مرکز ورزشی، استخر روباز و سرپوشیده شهری، دو فرهنگ‌سرا، کافه‌ها، رستوران‌ها و پارک‌ها اشاره کرد.